# Сен-Дені — Плеєль (станція метро)
48°55′03″ пн. ш. 2°20′48″ сх. д. / 48.9176° пн. ш. 2.34667° сх. д.
Сен-Дені — Плеєль (фр. Saint-Denis–Pleyel) — станція 14-ї лінії Паризького метро, складова проекту Grand Paris Express, розташована в Сен-Дені, у північному передмісті Парижа. 
Відкрито 24 червня 2024 року як кінцеву станцію лінії 14. 
У майбутньому станція обслуговуватиме кільцеву лінію 15 і буде кінцевою станцією ліній 16 і 17. 
Станцією керує компанія Keolis, яка також працюватиме на лініях 16 і 17.

## Розташування
Розташована в Сен-Дені, на захід від залізниці Париж — Лілль

Станція Карфур-Плеєль лінії 13 знаходиться в декількох хвилинах ходьби від станції. 
Новий міст над залізничними коліями Париж — Лілль сполучає станцію зі станцією Стад-де-Франс — Сен-Дені на лінії RER D, а також із сусіднім Стад-де-Франс. 

Станція обслуговує Стад-де-Франс та інші об'єкти літніх Олімпійських ігор 2024 року та літніх Паралімпійських ігор 2024 року. 

## Проект

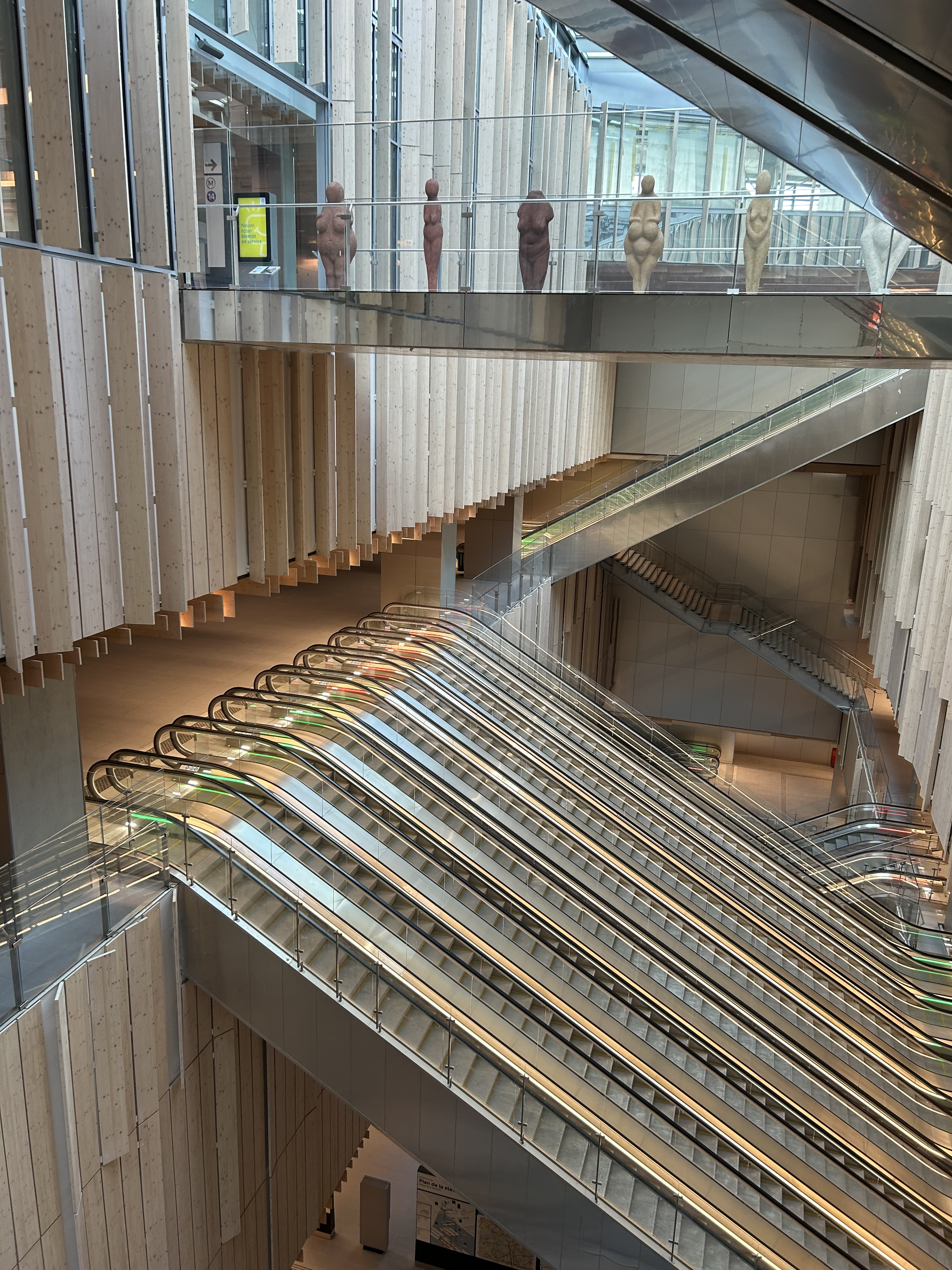
Ескалатори на станції

Станція, побудована на 9 рівнях, може прийняти 250 000 пасажирів на день — це можна порівняти з станцією Шатле — Ле-Аль. 

Глибина закладення — 27 м. 
Шість колій ліній 14, 15, 16 і 17 будуть на одному рівні з кросплатформовою пересадкою між лініями 14 і 15, а також між лінією 15 і спільною колією ліній 16/17. 

Станція має 56 ескалаторів і 17 ліфтів. 

Станцію спроектував японський архітектор Кума Кенго
, 
який був обраний за результатами міжнародного архітектурного конкурсу. 

Понад 100 скульптур «доісторичної Венери» французької художниці Прун Нурі буде встановлено в атріумі станції до 2026 року. 

Фрески іспанського ілюстратора Серхіо Гарсіа Санчеса (з розмальовками Лоли Морал) встановлені на платформах лінії 14 
,
а фрески французької художниці Genevieve Gauckler  будуть встановлені на платформах ліній 16 і 17. 